# Ram Ram

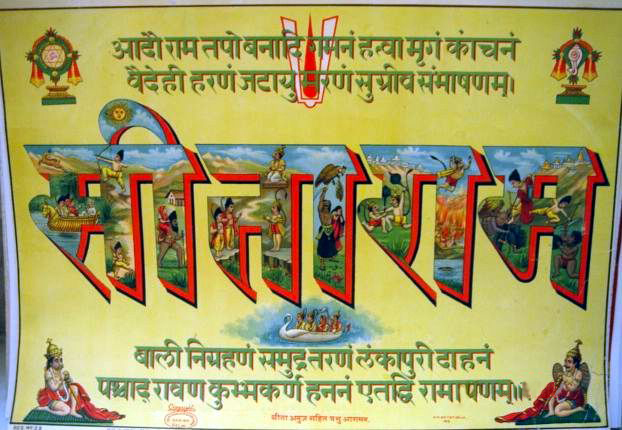
De mantra sitaram (संस्कृतम्: सीताराम) is bedekt met gebeurtenissen uit heldendichten. De gecombineerde naam van Sita en Rama, is ook een begroeting in verschillende landen

Ram Ram (Sarnami: राम राम) is een hindoeïstische begroeting. Het woord heeft zijn oorsprong in het Sanskriet. 
Ram Ram (राम राम) wordt beantwoord met Sita Ram (सीता राम).
Het wordt door hindoes in het noordelijke deel van India gebruikt als begroeting, maar ook door mensen in Suriname, Nederland, Guyana, Trinidad en Tobago, Fiji, Mauritius en andere landen.

## Etymologie
Het woord “Ram” wordt geschreven als राम, dat wil zeggen (र+आ+म). In het Sanskrietalfabet staat र op de 27e, आ op de 2e en म op de 25e positie. Als we ze bij elkaar optellen, komt de waarde uit op 27+2+25=54. Als we Ram twee keer zeggen, is de waarde in totaal 108, wat een heilig getal is binnen het hindoeïsme.

## Meervoud
Sab koi ke Ram Ram (सब कोइ के राम राम), een begroeting voor meerdere personen.

## Geschiedenis

Maharshi Narad in de Ashram van de Wijze Valmiki met het verzoek het verhaal van Rama te schrijven

De Ramayana werd ruim vóór de geboorte van Heer Ram geschreven door de wijze Valmiki, die in zijn vroege leven een bandiet was.
Maar daarna stopte hij, op advies van Maharshi Narad, met plunderen en begon hij Ram Ram op te noemen, zodat hij van zijn zonden verlost zou worden. Nadat hij dit enkele jaren had gedaan, veranderde hij in een wijze en schreef hij de Ramayana, het grote epos, dat nog steeds een van de meest belangrijke geschriften is onder de hindoes.